# Antônio Luiz Seabra
Antônio Luiz da Cunha Seabra (São Paulo 1942) é um empresário brasileiro formado em economia.

## Vida
Começou a trabalhar quando tinha ainda 15 anos de idade. Era calculista de custo indireto na Gráfica Siqueira, empresa onde seu pai trabalhava. Depois recebeu uma proposta para ser trainee no departamento pessoal da Remington onde, com 19 anos, já era chefe e, aos 21, superintendente. Após oito anos trabalhando na Remington, decidiu sair para gerenciar um pequeno laboratório de cosméticos em São Paulo por 3 anos e logo após ingressou na indústria de cosméticos.
Em 2017, assumiu o 37º lugar na lista dos bilionários mais ricos do Brasil, segundo a Forbes, com uma fortuna estimada em U$1.36 bilhões.

## Natura
Tudo começou em 28 de agosto de 1969, quando Seabra, aos 27 anos, fundou a Industria e Comércio de Cosméticos Berjeaout Ltda., em sociedade com Jean Pierre Berjeaout, que viria a se chamar Natura em poucos meses, devido à participação de ativos vegetais na composição dos produtos. As atividades iniciaram-se em uma pequena loja na Rua Oscar Freire, em São Paulo onde Luiz Seabra prestava consultoria de beleza aos clientes. Foi atendendo e conversando com seus clientes que constatou o potencial transformador dos cosméticos, visto que o ato de tratar da pele é expressão de autoestima do indivíduo.
A empresa de Seabra é hoje a maior marca de cosméticos da América Latina é uma das maiores em todo o mundo. Após a fusão com a Avon, anunciada pela Natura em 22 de maio de 2019 e que deve ser concluída até 22 de julho de 2020, a Natura assumira o posto de maior empresa de venda direta do mundo. Com discurso forte de preservação ambiental e respeito à natureza, a Natura prioriza matérias-primas naturais e o trabalho de cooperativas de comunidades da Amazônia, que extraem os recursos da natureza, sem agredir as florestas e sempre preservando o meio ambiente.
Com esta cultura de preservação e consciência ambiental, sua organização foi diversas vezes pioneira no mundo. Lançou refis para suas embalagens, eliminando a produção de novos recipientes e estimulando o uso sustentável das mesmas. Desenvolveu a tabela ambiental, onde explica aos seus consumidores como as embalagens e os produtos são feitos, mostrando mais uma vez seu compromisso em promover a sustentabilidade em todos os níveis.